# Токарєв Віллі Іванович
Віллі Іванович Токарєв (рос. Вилли Иванович Токарев, англ. Willi Tokarev, ім'я при народженні: Вілен Іванович Токарєв, рос. Вилен Иванович Токарев; 11 листопада 1934, хутір Чернишов, Шовгеновський район, Адигейська автономна область, Північно-Кавказький край, РРФСР, СРСР — 4 серпня 2019, Москва, Росія) — радянський, американський та російський автор-виконавець пісень в жанрі шансон.

## Біографія
Вілен Іванович Токарєв народився 11 листопада 1934 року на хуторі Чернишов Шовгеновського району Адигейської АТ Північно-Кавказького краю РСФРР (зараз Республіка Адигея Росії), його предки з кубанських козаків. Батьки дали ім'я синові Вілен на честь В. І. Леніна.
У 1945 році Токарєви переїхали в Каспійськ (Дагестан).
У 1948 році він здійснив своє перше морське плавання, на кораблі працював кочегаром.
Служив у військах зв'язку, а після звільнення в запас переїхав у Ленінград.
Отримав середню музичну освіту, закінчивши музичне училище при Ленінградській консерваторії імені Римського-Корсакова по класу контрабаса.
Під час навчання працював в оркестрі Анатолія Кролла, симфо-джаз-ансамблі Жан Татлян, в ансамблі Бориса Ричкова, співачки Гюлли Чохелі.
Пізніше працював в ансамблі «Дружба» Олександра Броневицького з співачкою Едітою П'єхою.
Почав писати пісні, музику і тексти. Є автором пісні «Хто винен?», яка була виконана Анатолієм Корольовим, пісні «Дощ» для Едіти П'єхи та інших.
Працював в оркестрі Ленінградського радіо і телебачення, яким керував Давид Голощокін.
Через гоніння на джаз він поїхав в Мурманськ, де став виконавцем власних пісень. Одна з них стала хітом Кольського півострова в 1973 році, «Мурманчаночка». Разом з місцевим співавтором, Володимиром Ярцевим записав пісню «Апатиты — заполярный городок», яка стала для апатитчан неформальним гімном.

### В США
У 39 років, в 1974 році Віллі емігрував в США з 5$ в кишені, «мене випустили як не єврея, як єврея». Його прихистив на 2-3 тижні Толстовський фонд, завідувачкою якого була Олександра Толстая, дочка Л. Н. Толстого. Там він був кур'єром, прибиральником на пекарні за хліб, перебирав російську бібліотеку у мільйонера, рознощиком газет, став безробітним, оскільки погано знав англійську мову, тому став вчити мову, читаючи американські газети, закінчив курси медбрата, навчився водити машину на курсах, здав на водіння таксі і став працювати таксистом, щоб заробити гроші на запис платівки, у вільний час писав пісні, його пограбували чотири рази, 1 раз його ледь не убив афроамериканець на Різдво. Грав у Карнегі-холі на балалайці, яку купив на 5 авеню в сувенірному магазині за 50$, потім грав та співав у ресторанах і нічних клубах.
У 1979 році вийшла перша платівка «А жизнь — она всегда прекрасна», яка не була помічена.
У 1981 році вийшла друга платівка «В шумном балагане», яка принесла Віллі популярність серед російськомовних іммігрантів.
У 1980-х роках працював у російському ресторані «Садко», а потім у ресторанах «Приморський» і «Одеса», йому акомпанувала Ірина Ола. Його називали «почесним євреєм Брайтона». Віллі заснував свій лейбл «One Man Band», записав там близько двадцяти альбомів.
У 1989 році Віллі Токарєв прилетів в СРСР з концертами.70 концертів по всьому Радянському Союзу пройшли з оглушливим успіхом. Через рік він повторив гастролі.

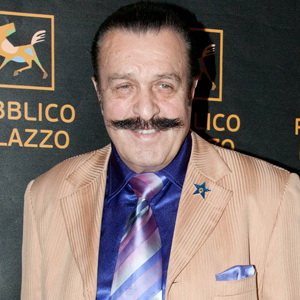
На вечірці програми «Хай говорять», 2010 рік

### В Росії
В 1990-ті Віллі Токарєв переїхав до Москви, жив на Зубовському бульварі, потім переїхав у висотний будинок на Котельнічеській набережній. Тут же відкрив свою студію звукозапису.
З 2006 року був Почесним жителем Таганського району Москви.

### Стосунки з Україною
Свого часу написав пісню «Нафтуся», присвячену Трускавецькому курорту.
В 2016 відвідав окупований Крим з концертом, після чого його концерт в Києві був скасований.

### Смерть
Помер 4 серпня 2019 року у віці 84 років, в реанімаційному відділенні московської клініки, куди він вперше потрапив ще в травні. За попередніми даними, причиною смерті співака могло стати онкологічне захворювання.
Похорони співака відбулися 7-го серпня.

## Родина
- Перший раз одружився під час навчання в музичному училищі Ленінграда.
  - Син — Антон Токарєв народився 11 липня 1966 року в Ленінграді, живе там же, працював фельдшером на швидкій допомозі, автор і виконавець в стилі шансон, в кінці 1980-х виступав на розігріві у гурту «Ласковый май»[18], був ведучим на каналі «100 ТБ», працював радіоведучим радіостанції «шансон», потім радіоведучий програми «Вікенд з Антоном Токарєвим!» на радіо «Балтика»[19]; головний редактор петербурзької радіостанції «Модне» радіо (FM-мовлення у Виборзі, Лаппеенранті).
    - Онучка — Христина Антонівна Токарєва (нар. 13 грудня 1988 року в Ленінграді). Актриса.
    - Онук Єгор Токарєв (нар. 27 квітня 2002 року в Санкт-Петербурзі).
- Другу дружину Віллі зустрів, приїхавши в 1990 році на гастролі в СРСР — Світлана Радушинська (нар. 1971), весілля 4 лютого 1990 в Москві[20].
  - В шлюбі народився син — Алекс Токарєв (нар. біля. 1993), живе в Нью-Йорку.
- Третя дружина — Юлія Бединська-Токарєва (нар. 1977) — кінознавець (закінчила ВДІК).
  - дочка — Евеліна Токарєва (нар. біля 2000).
  - син — Мілен Токарєв (нар. біля 2003)[10][21][22].

## Премії
| Рік  | Премія      | Пісня                      | Номінація | Результат |
| ---- | ----------- | -------------------------- | --------- | --------- |
| 2015 | Шансон року | «Небоскрёбы»               | Співак    | Перемога  |
| 2016 | Шансон року | «Журавли»                  | Співак    | Перемога  |
| 2017 | Шансон року | «А жизнь всегда прекрасна» | Співак    | Перемога  |

## Творчість

### Дискографія
Номерні альбоми
- 1979 — «А жизнь — она всегда прекрасна»
- 1981 — «В шумном балагане»[23]
- 1983 — «Над Гудзоном»
- 1984 — «Золото»
- 1985 — «Козырная карта»
- 1985 — «С днём рождения, милая мама!»
- 1987 — «Детская пластинка»
- 1988 — «747»
- 1989 — «SOS!!!»
- 1990 — «Здравствуй, милая женщина!»
- 1990 — «Брайтонское танго»
- 1990 — «Прямо в сердце»
- 1990 — «Дорогие имена»
- 1990 — «Брызги шампанского»
- 1990 — «Нью-Йорк — Москва»
- 1990 — «Почему евреи уезжают?»
- 1990 — «Летят перелётные птицы»
- 1990 — «America»
- 1992 — «Россия есть, была и будет»
- 1995 — «Прощай, Нью-Йорк»
- 1996 — «Слухи»
- 2003 — «Крымское танго»
- 2005 — «Зита, Лена и Тимур»
- 2006 — «Я вас любил»
- 2006 — «Песни о моей любимой Родине», диск 1
- 2006 — «Песни о моей любимой Родине», диск 2
- 2006 — «Нашим из Дормаша!»
- 2006 — «Левон»
- 2006 — «Черноголовка»
- 2006 — «Здравствуй, Израиль!»
- 2006 — «Слава»
- 2007 — «Darom»
- 2007 — «Артур»
- 2008 — «Александр Колиев»
- 2008 — «Золотой колос»
- 2008 — «Наш Мэр Московский»
- 2008 — «Строитель наш столичный»
- 2008 — «I Love You Once» («The Best Lyrical Songs»)
- 2007 — «My New York» (Volume 1)
- 2007 — «My New York» (Volume 2)
- 2008 — «BOSSNER»
- 2009 — «Почему блатные песни любят на Руси?», диск 1
- 2009 — «Почему блатные песни любят на Руси?», диск 2
- 2009 — «Армения»
- 2009 — «Шустовский коньяк»
- 2009 — «Эхо войны»
- 2010 — «LOLA»
- 2011 — «Светочка»
- 2014 — «Дети земли»
- 2014 — «Концерт в СССР» (запись 1989 года)

Збірники
- 2006 — «Вилли Токарев. Коллекция MP3», диск 1
- 2006 — «Вилли Токарев. Коллекция MP3», диск 2
- 2006 — «Вилли Токарев. Коллекция MP3», диск 3
- 2006 — «Вилли Токарев. Коллекция MP3», диск 4
- 2011 — «Вилли Токарев. Коллекция легендарных песен MP3»

### Кліпи
- 1995 — «Массаж»
- 2002 [уточнити] — «Высотки»
- 2006 — «Крымское танго»
- 2008 — «Моя Москва»

### Фільмографія
- 1990 «Вот я стал богатый сэр и приехал в эСэСэР» документальний фільм

## Пам'ять
4 серпня 2019 року голова комісії з монументального мистецтва уряду Москви Лев Лаврєнов заявив, що комісія готова розглянути прохання про увічнення пам'яті Токарєва.